# Minunata pantofăreasă
Minunata pantofăreasă (în spaniolă La zapatera prodigiosa) este o piesă de teatru de comedie în două acte a dramaturgului spaniol Federico García Lorca din secolul al XX-lea. A fost scrisă între 1926 și 1930 și a fost pusă în scenă prima dată în 1930. Este o lucrare cu profil clasic, inspirată de spiritul feminin care, pe măsură ce se dezvoltă, se transformă într-o alegorie a sufletului uman.

## Rezumat
Piesa relatează povestea unei relații volatile a unui cuplu căsătorit, un cizmar de 53 de ani și soția sa de 18 ani. Urmărește lupta soției împotriva soțului ei, a primarului, a vecinilor, a pretendenților și a unui „băiat”. 
Cizmarul și soția lui sunt ocoliți în societatea lor pentru că sunt diferiți. Cizmarul își părăsește soția. Este foarte tristă. Primarul, tânărul cu eșarfă și tânărul cu pălărie, de îndată ce pleacă cizmarul, încep cu toții să-i facă curte. Toți eșuează lamentabil, iar soția îi rămâne loială cizmarului. Trebuie să deschidă o cafenea ca să aibă destui bani pentru a trăi. Cizmarul, obosit de viața pe drumuri, are remușcări și se întoarce deghizat ca bufon. El îi spune soției că îi pare rău, iar ea îl acceptă înapoi cu bucurie și căldură.
Piesa este prezentată de cizmar ca un spectacol atunci când este deghizat în bufon.

## Personaje
- zapatera (pantofăreasa), are 18 ani
- zapatero (cizmarul), are 53 de ani
- primarul
- băiatul
- vecinii (vecinul roșu, vecinul mov, vecinul negru, vecinul verde, vecinul galben).
- alte personaje: Don Mirlo, chelnerul.

## Reprezentări
Piesa a avut premiera mai întâi la Buenos Aires și apoi la Teatro Español din Madrid la 24 decembrie 1930, în regia lui Cipriano Rivas Cherif⁠(d). Interpreții acestui prim spectacol au fost Margarita Xirgu⁠(d) (Zapatera), Alejandro Maximino (Zapatero), Matilde Fernández (niño), José Cañizares (alcalde), Femando Porredón (don Mirlo), Fernando Venegas (mozo), Julia Pachelo, Mimí Muñoz și Pascuala Mesa (vecinas).
Compozitorul argentinian, Juan José Castro⁠(d) , a compus o operă despre această piesă de teatru. a avut premiera la Teatro Colón din Buenos Aires în 1943.

## Teatru TV
În 1971, piesa a fost regizată pentru Televiziunea Română de către Petre Sava Băleanu. Au interpretat actorii Mișu Fotino, Coca Andronescu, Matei Alexandru, Tamara Buciuceanu-Botez, Mircea Constantinescu, Ion Caramitru, Valentin Zaharescu (ca băiatul), Liliana Lupan, Anatolie Spânu, Marina Velcescu și Adriana Piteșteanu.